# Limonium brunneri
Limonium brunneri är en triftväxtart som först beskrevs av Philip Barker Webb och Pierre Edmond Boissier, och fick sitt nu gällande namn av Carl Ernst Otto Kuntze. Limonium brunneri ingår i släktet rispar, och familjen triftväxter. Inga underarter finns listade i Catalogue of Life.